# Stefano Cattai
Stefano Cattai (né le 29 novembre 1967 à Portogruaro, dans la province de Venise en Vénétie) est un coureur cycliste italien.

## Biographie
Professionnel de 1990 à 2001, Stefano Cattai s'est classé deuxième de la Classique de Saint-Sébastien, sixième manche de la Coupe du monde, en 1996.

## Palmarès

### Palmarès amateur
- 1986
  - 3e de la Coppa d'Inverno
- 1989
  - Milan-Rapallo
  - 3e du Baby Giro
  - 3e du Tour de la Vallée d'Aoste

### Palmarès professionnel
- 1996
  - 2e de la Classique de Saint-Sébastien
- 1998
  - 2e du Trophée Matteotti

## Résultats sur les grands tours

### Tour de France
2 participations
- 1996 : 22e
- 1999 : 66e

### Tour d'Italie
7 participations
- 1990 : 66e
- 1992 : 133e
- 1995 : 17e
- 1996 : abandon
- 1998 : 67e
- 2000 : 41e
- 2001 : 67e

### Tour d'Espagne
2 participations
- 1994 : 89e
- 1999 : 51e